# Trigonellor
Trigonellor (Trigonella) är ett släkte av ärtväxter. Trigonellor ingår i familjen ärtväxter.

## Bildgalleri

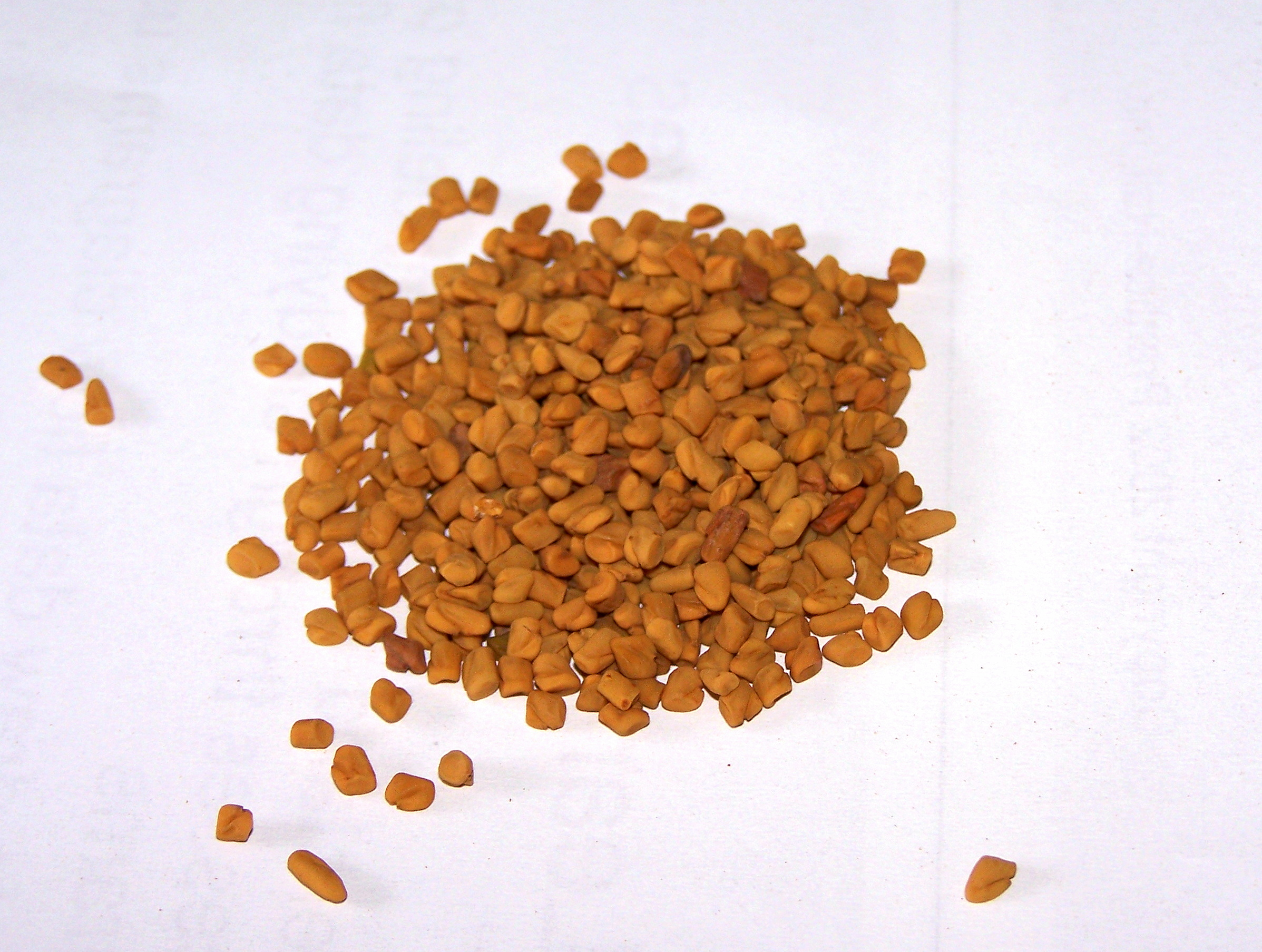
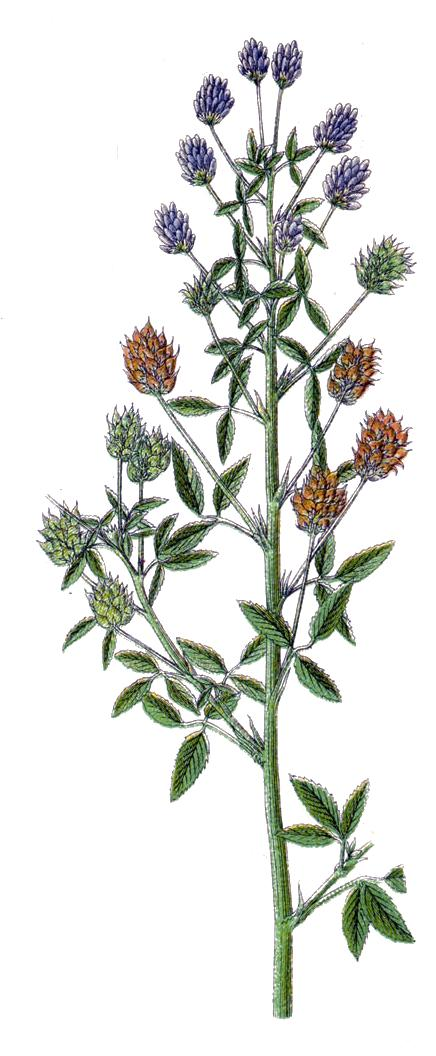
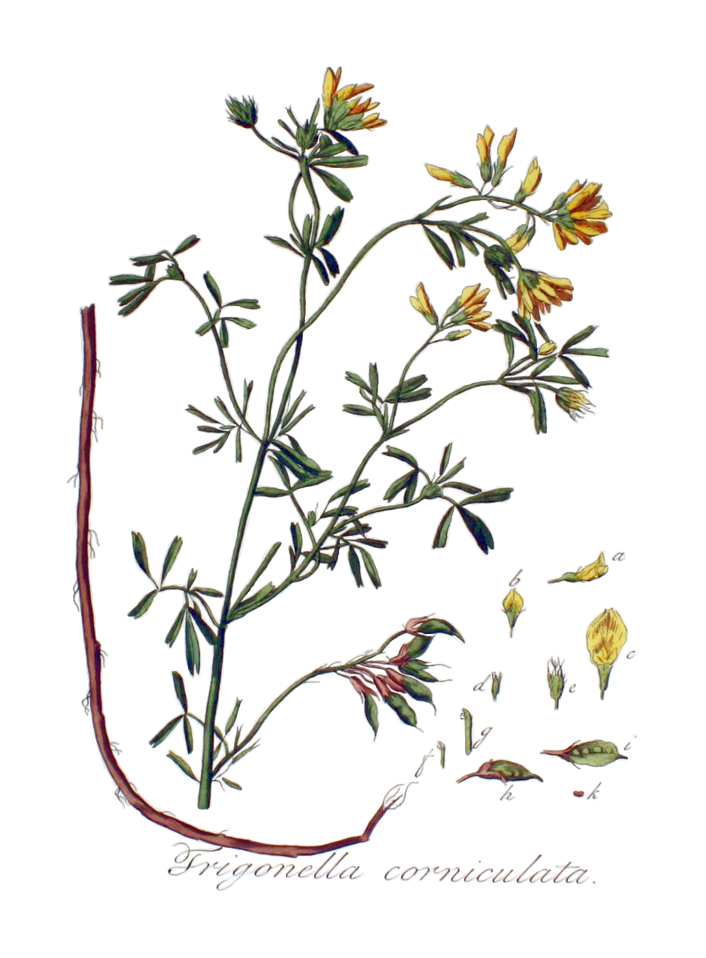
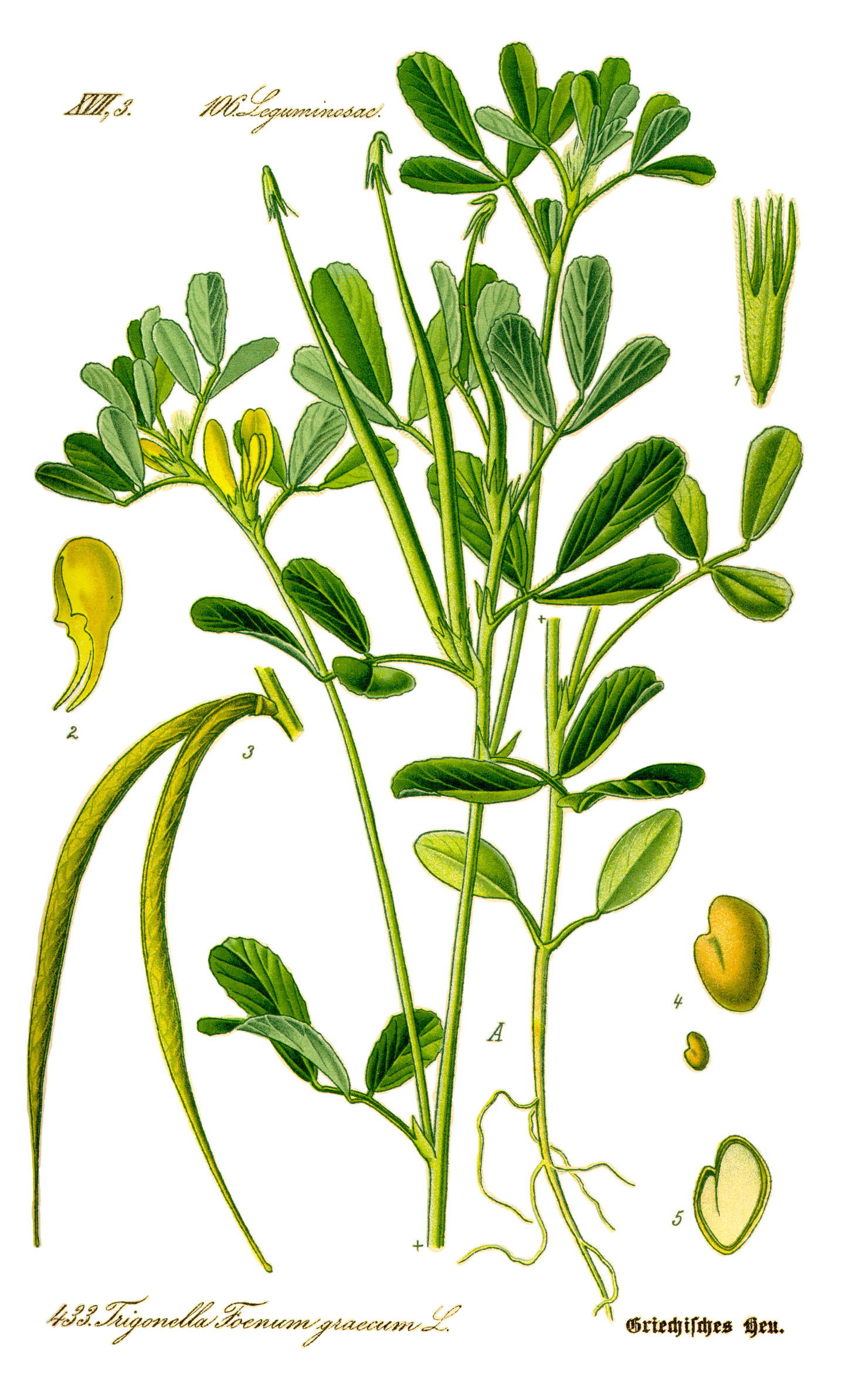
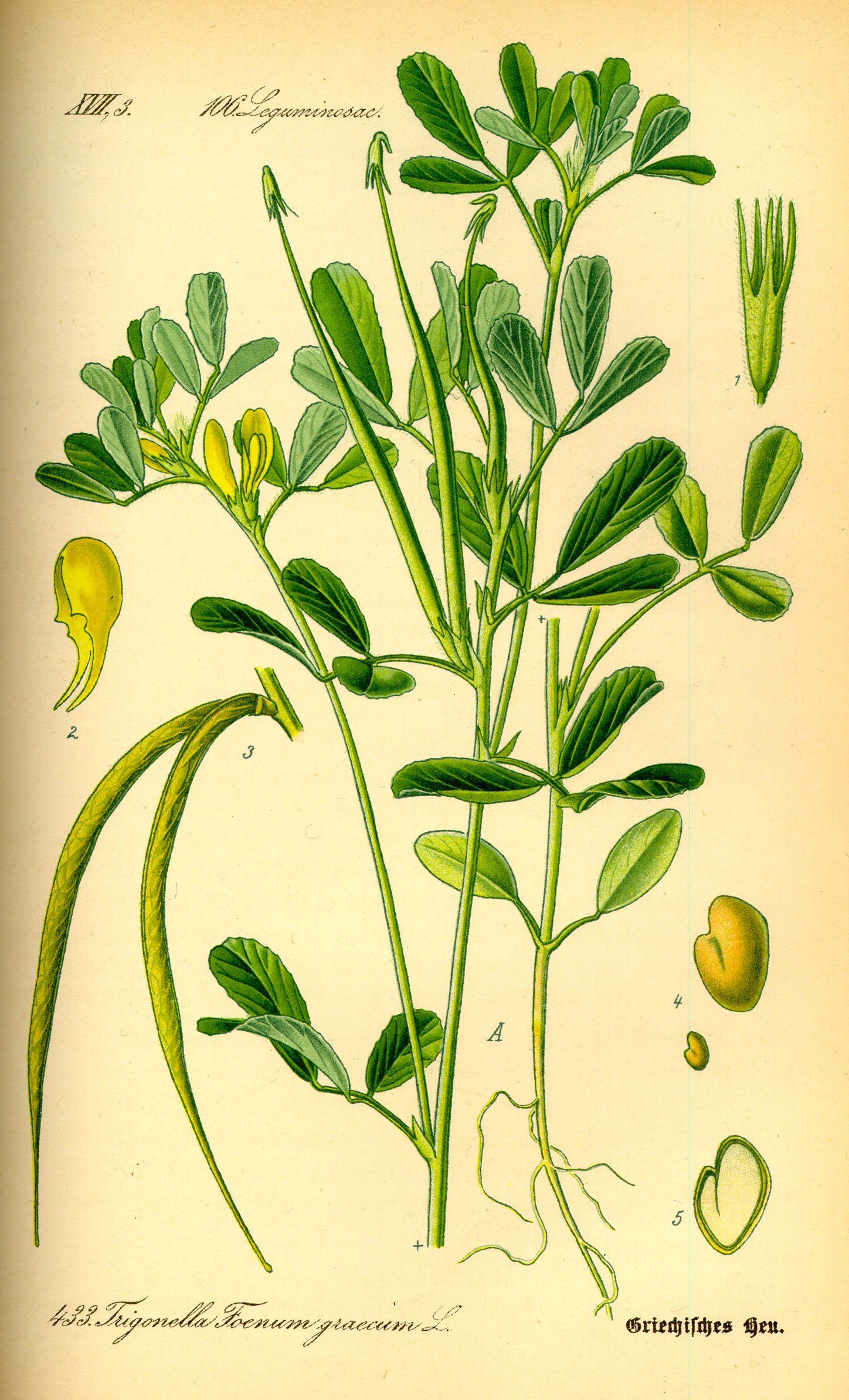
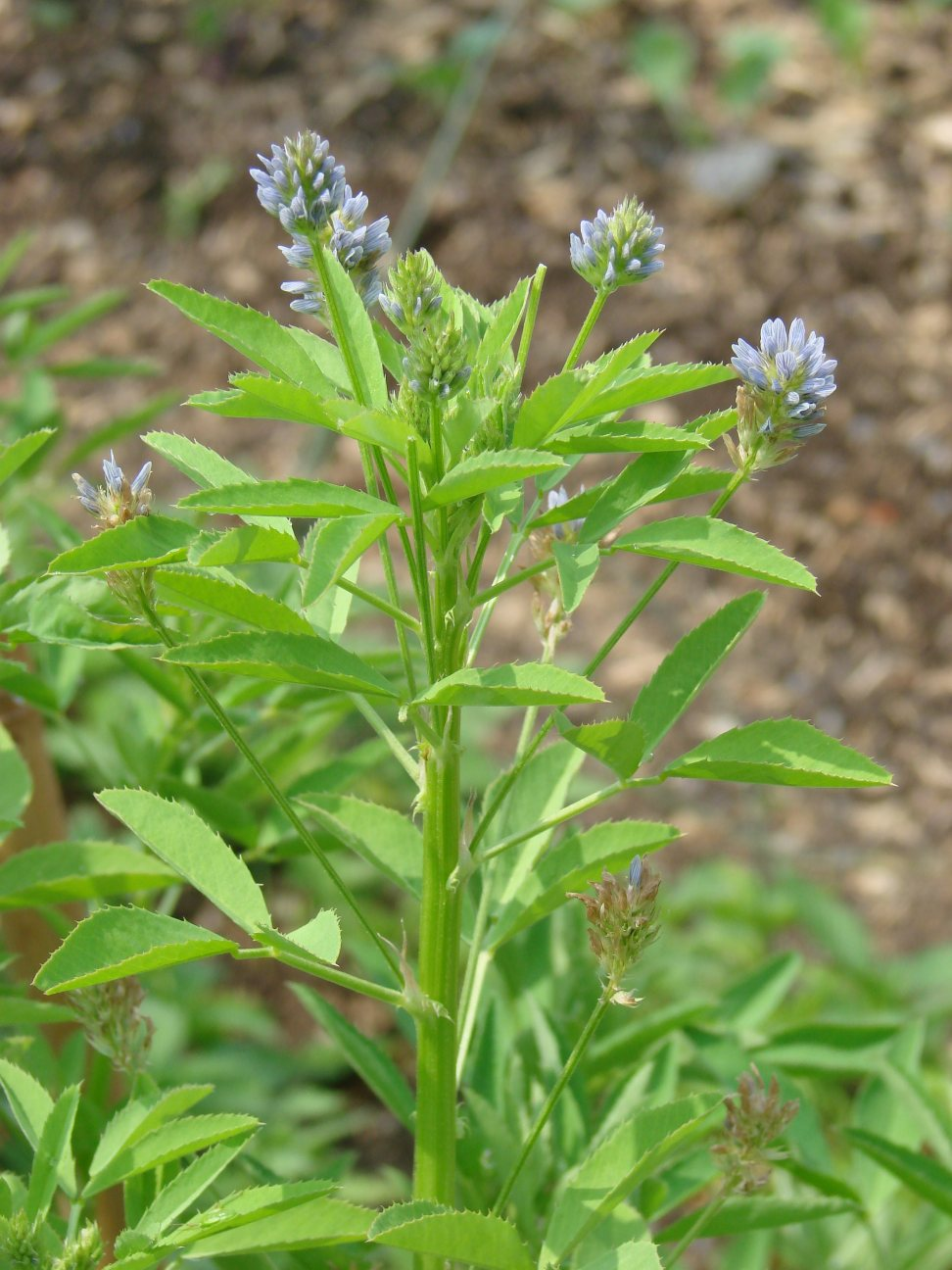

## Dottertaxa till Trigonellor, i alfabetisk ordning[1]
- Trigonella adscendens
- Trigonella afghanica
- Trigonella anguina
- Trigonella aphanoneura
- Trigonella arabica
- Trigonella aristata
- Trigonella astroides
- Trigonella badachschanica
- Trigonella balachowskyi
- Trigonella balansae
- Trigonella berythea
- Trigonella bicolor
- Trigonella cachemiriana
- Trigonella cachemyriana
- Trigonella caelesyriaca
- Trigonella caerulea
- Trigonella calliceras
- Trigonella capitata
- Trigonella carica
- Trigonella cariensis
- Trigonella cassia
- Trigonella cedretorum
- Trigonella cephalotes
- Trigonella coerulescens
- Trigonella cretica
- Trigonella cylindracea
- Trigonella dasycarpa
- Trigonella edelbergii
- Trigonella elliptica
- Trigonella emodi
- Trigonella esculenta
- Trigonella falcata
- Trigonella filipes
- Trigonella fimbriata
- Trigonella foenum-graecum
- Trigonella freitagii
- Trigonella geminiflora
- Trigonella gharuensis
- Trigonella glabra
- Trigonella gladiata
- Trigonella gontscharovii
- Trigonella gracilis
- Trigonella graeca
- Trigonella grandiflora
- Trigonella griffithii
- Trigonella halophila
- Trigonella hamosa
- Trigonella heratensis
- Trigonella hierosolymitana
- Trigonella ionantha
- Trigonella iskanderi
- Trigonella isthmocarpa
- Trigonella kafirniganica
- Trigonella koeiei
- Trigonella korovinii
- Trigonella kotschyi
- Trigonella laciniata
- Trigonella latialata
- Trigonella laxiflora
- Trigonella laxissima
- Trigonella lilacina
- Trigonella linczevskii
- Trigonella lipskyi
- Trigonella lunata
- Trigonella lycica
- Trigonella macroglochin
- Trigonella macrorrhyncha
- Trigonella marco-poloi
- Trigonella maritima
- Trigonella media
- Trigonella mesopotamica
- Trigonella obcordata
- Trigonella occulta
- Trigonella pamirica
- Trigonella pamphylica
- Trigonella plicata
- Trigonella podlechii
- Trigonella podperae
- Trigonella popovii
- Trigonella procumbens
- Trigonella pycnotricha
- Trigonella ramosissima
- Trigonella rechingeri
- Trigonella rhytidocarpa
- Trigonella rotundifolia
- Trigonella salangensis
- Trigonella schischkinii
- Trigonella schlumbergeri
- Trigonella siunica
- Trigonella smyrnaea
- Trigonella smyrnea
- Trigonella spicata
- Trigonella spinosa
- Trigonella spruneriana
- Trigonella squarrosa
- Trigonella stellata
- Trigonella stenocarpa
- Trigonella strangulata
- Trigonella suavissima
- Trigonella subenervis
- Trigonella teheranica
- Trigonella tianschanica
- Trigonella turkmena
- Trigonella uncinata
- Trigonella velutina
- Trigonella verae
- Trigonella xeromorpha
- Trigonella zaprjagaevii